# Чигнауапан (муниципалитет)
Чигнауапан (исп. Chignahuapan) — муниципалитет в Мексике, штат Пуэбла, с административным центром в одноимённом городе. Численность населения, по данным переписи 2010 года, составила 57 909 человек.

## Общие сведения
Название Chignahuapan с языка науатль можно перевести как путь к центру горы.
Площадь муниципалитета равна 760,2 км², что составляет менее 2,22 % от площади штата. Он граничит с другими муниципалитетами Пуэблы: на севере с Сакатланом, на востоке с Акистлой, на юго-востоке с Истакамаститланом, а также с другими штатами Мексики: на юге с Тласкалой и на западе с Идальго.

## Учреждение и состав
Муниципалитет был образован в 1870 году, в его состав входит 157 населённых пунктов, самые крупные из которых:
| Код INEGI | Населённый пункт                                                     | Численность населения (2005 год) | Численность населения (2010 год) |
| 053       | Всего                                                                | 51 536                           | 57 909                           |
| 0001      | Чигнауапан (административный центр)                                  | 16 867                           | 19 608                           |
| 0092      | Истлауака-Баррио (исп. Ixtlahuaca Barrio)                            | 2 504                            | 2 835                            |
| 0028      | Эль-Паредон (исп. El Paredón)                                        | 2 088                            | 2 413                            |
| 0002      | Акокулько (исп. Acoculco)                                            | 1 588                            | 1 735                            |
| 0025      | Мичак (исп. Michac)                                                  | 1 166                            | 1 348                            |
| 0018      | Лома-Альта (исп. Loma Alta)                                          | 984                              | 1 226                            |
| 0036      | Сан-Антонио-Матлауакалес (исп. San Antonio Matlahuacales)            | 1 066                            | 1 217                            |
| 0053      | Вилья-Куаутемок (исп. Villa Cuauhtémoc)                              | 1 120                            | 1 193                            |
| 0013      | Сан-Хосе-Корраль-Бланко (исп. San José Corral Blanco)                | 1 020                            | 1 099                            |
| 0011      | Сьенега-Ларга (исп. Ciénega Larga)                                   | 1 013                            | 1 063                            |
| 0023      | Матлауакалес-де-Акилес-Сердан (исп. Matlahuacales de Aquiles Serdán) | 1 009                            | 1 016                            |

## Экономическая деятельность
По статистическим данным 2010 года, работоспособное население занято по секторам экономики в следующих пропорциях: сельское хозяйство и скотоводство — 39,6 %, обрабатывающая и производственная промышленность — 26,6 %, сфера услуг и туризма — 33,3 %.

## Инфраструктура
По статистическим данным 2010 года, инфраструктура развита следующим образом:
- электрификация: 97,5 %;
- водоснабжение: 90,1 %;
- водоотведение: 71,7 %.

## Туризм
Основные места, привлекающие туристов:
- Церковь Апостола Сантьяго, построенная в XVI веке;
- Церковь Богоматери, построенная в 1880 году;
- Водопад Кецалапан, падающий с высоты 200 метров и горячие источники возле него;
- Плотина Куаутелолулько и образовавшееся водохранилище, на котором можно заняться рыбалкой;
- Озеро Чигнауапан с подводными источниками.